# Toyota Belta
Toyota Belta — субкомпактный автомобиль производства японского концерна Toyota, выпускаемый с 2005 года. Известен на североамериканском и австралийском рынках как Toyota Yaris и на южно-азиатских рынках как Toyota Vios.
Преемник снятого с производства седана Toyota Platz, автомобиль Belta увеличился в размерах по сравнению с предыдущим поколением. Объем салона больше, чем в моделях Toyota Corolla 2000—2007 годов. Belta поступил в продажу в Японии 1 сентября 2005 года. Автомобиль был оснащен 1,0-1,3 литровыми двигателями. Экспортные продажи начались в 2006 году. В качестве вариантов трансмиссии производитель предлагал электронноуправляемый бесступенчатый вариатор Super CVT-i, четырёхступенчатый «автомат» и пятиступенчатую «механику».
Для большинства азиатских рынков (за исключением Японии), Belta продается как Vios, строится и собирается в Таиланде и на Филиппинах. Для японского, американского и ближневосточного рынка (за исключением Израиля и Марокко) Belta полностью собирается в Японии.
Название «Belta» — это сокращение от итальянских слов «bella gente», или «красивые люди».

## Первое поколение (XP90; 2005—2012)
Vitz (XP90) и Belta (XP90) имеют одну платформу и трансмиссию. В то время как исходные модели Vitz и Platz и выглядят похожими друг на друга, хетчбэк Vitz и седан Belta связаны ещё больше. Belta является единственным субкомпактным седаном, разработанным, построенным и продаваемым в Японии, не имеющим прямых конкурентов на японском внутреннем рынке, так как Vitz не предлагает седан-версии.

#### Рестайлинг
Внешние изменения в Toyota Belta после рестайлинга, проведённого в середине августа 2008 года, включают новый дизайн решётки радиатора и легкосплавных 15-дюймовых дисков.

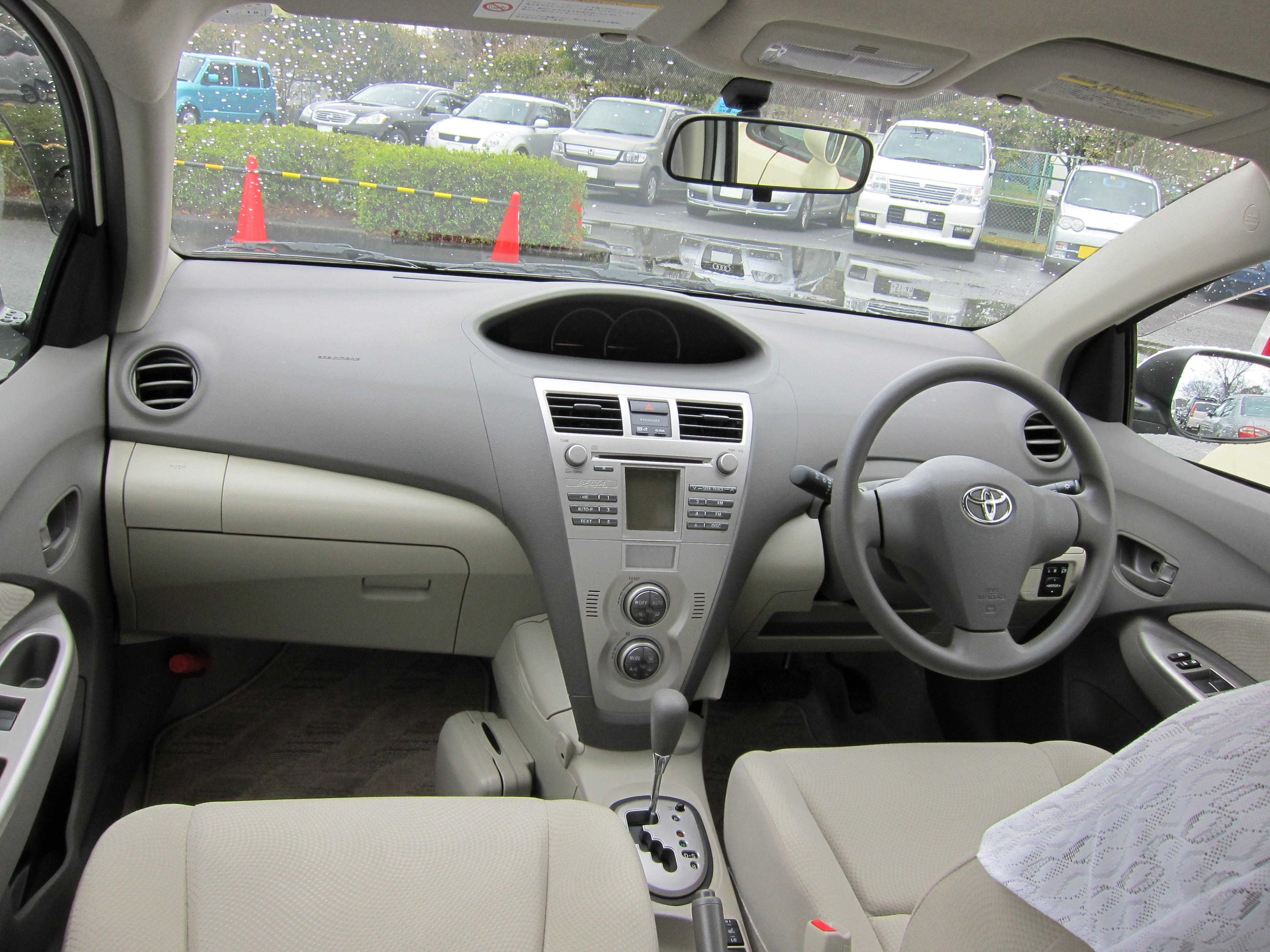
Интерьер Toyota Belta 2010 года

Производство Belta было прекращено 31 августа 2012 года, однако седан Toyota Yaris производили до 2019 года в Австралии.

## Ссылки

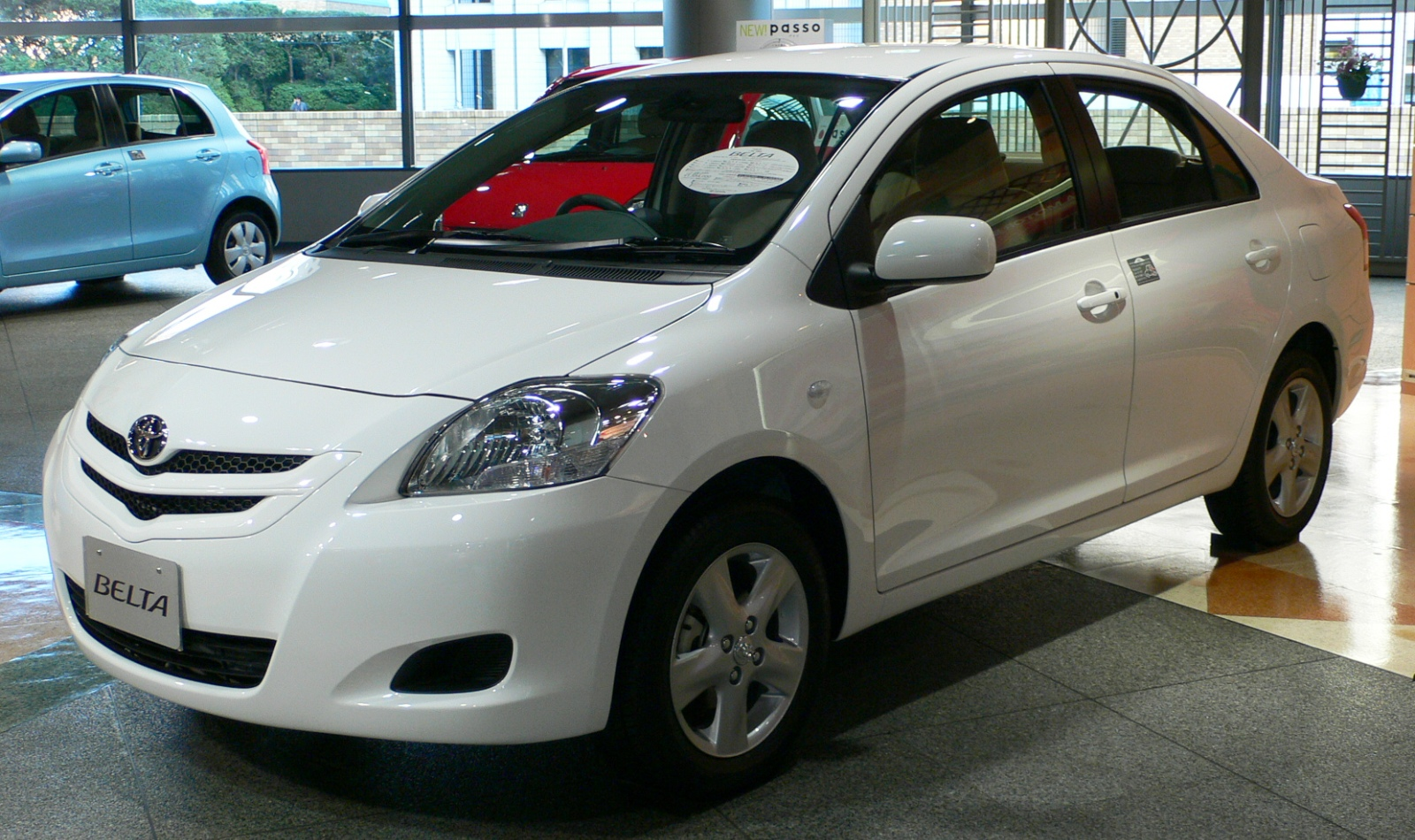
Toyota Belta 2005 года

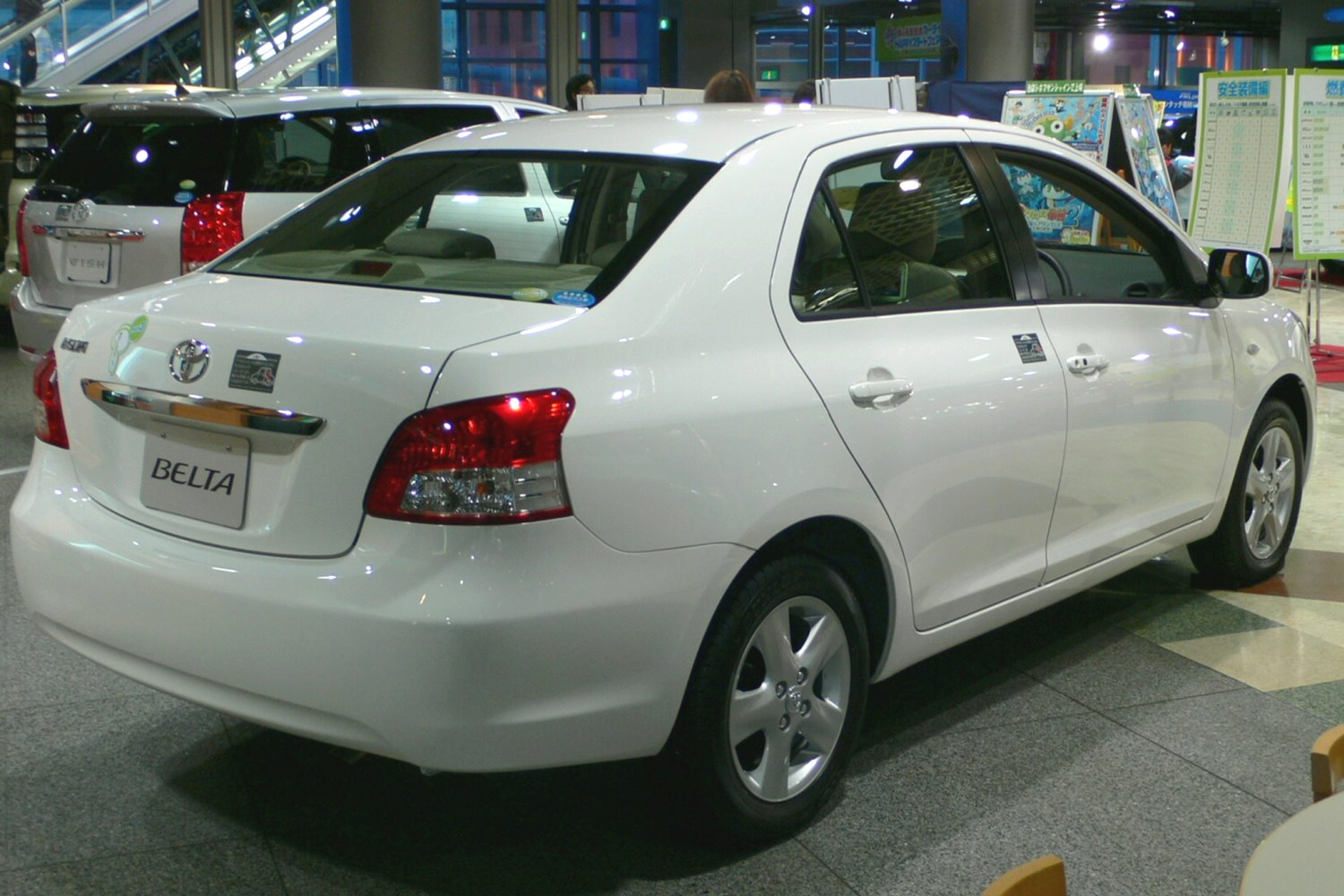
Toyota Belta 2005 года, вид сзади